# Iglesia de Santa María de los Penitentes (Venecia)
La iglesia de Santa María de los Penitentes (del italiano: chiesa di Santa Maria delle Penitenti) es un templo de culto católico de Venecia (Véneto, Italia), dedicado a santa María de los Penitentes. Se encuentra en el sestiere de Cannaregio; está ubicada en la margen derecha del canal de Cannaregio muy cerca del Ponte dei Tre Archi, con la entrada principal por la Fondamenta de Cannaregio.

## Historia
Entre 1730 y 1738 se procedió a la edificación del hospicio, diseñado por Giorgio Massari. La obra se remató con la edificación de la iglesia. La fachada principal al canal de Cannaregio, tallada en piedra blanca de Istria, no fue terminada y permanece inconclusa hasta hoy.
Durante el año 2011 la iglesia permaneció rodeada de andamios a causa de una profunda restauración de los edificios del hospicio.

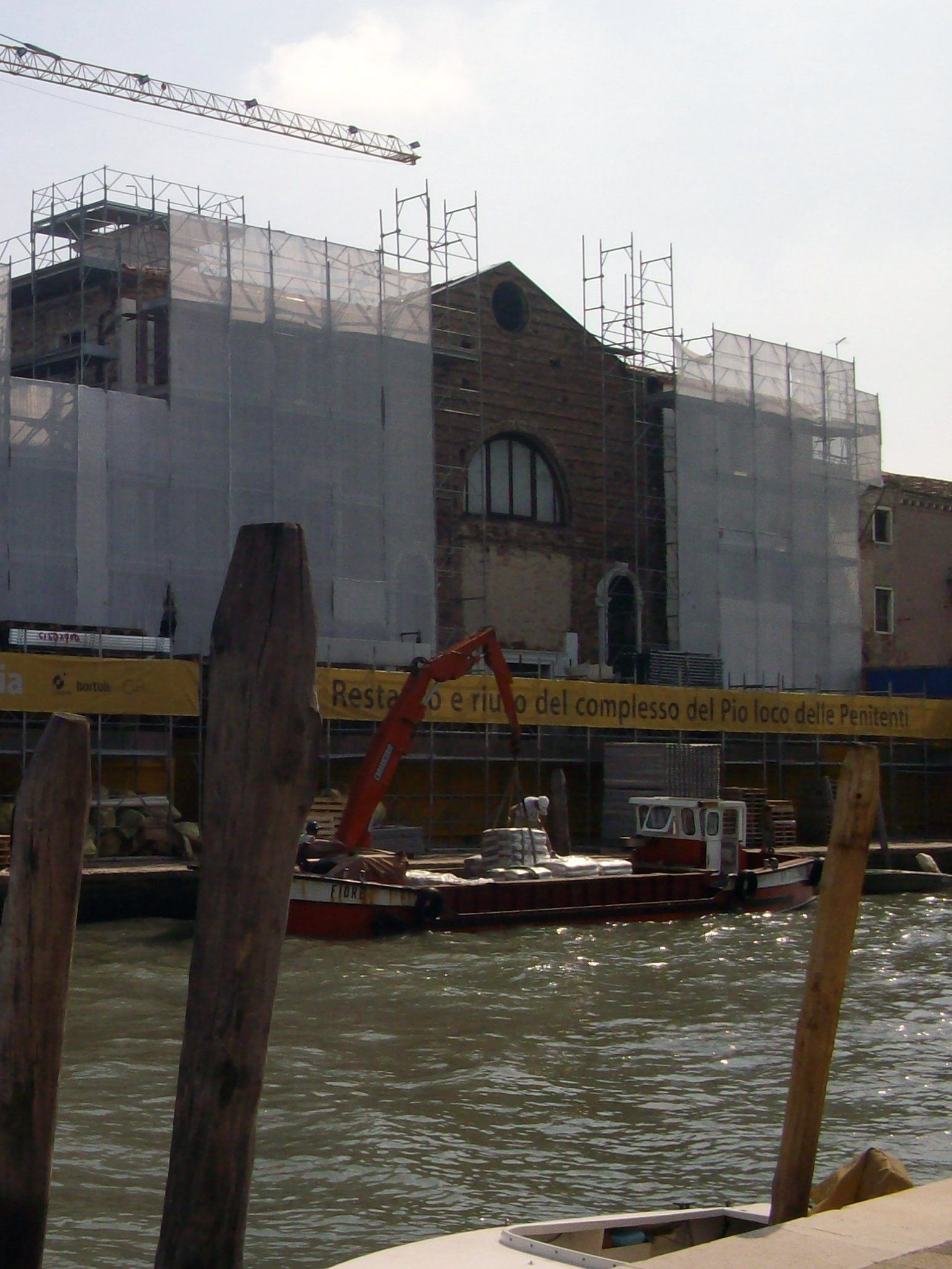
Aspecto de la fachada de la iglesia de Santa María de los Penitentes en junio de 2011, cubierta de andamios durante la restauración.